# Robert Adams
Robert Adams (5. října 1917, Far Cotton, Northamptonshire – 5. dubna 1984, Great Maplestead) byl anglický sochař.
V letech 1933 až 1944 studoval na Northampton School of Art. Během druhé světové války pracoval jako inženýr, po ní až do roku 1960 učil na Central School of Arts and Crafts v Londýně. Byl konstruktivistou, jehož díla jsou charakteristické velkými rozměry a geometrickými tvary. Věnoval se i malbě, která měla podobný styl. Pracoval zpočátku se dřevem, později i s kamenem a kovem.